# Er-Ráíd FC
Az Er-Ráíd FC egy szaúd-arábiai labdarúgócsapat, amelynek székhelye Burajdah városában található. A klub a szaúd-arábiai első osztályban, a Pro League-ben szerepel. Hazai mérkőzéseit a 25 000 néző befogadására alkalmas Abdulláh Király Sportváros Stadionban játssza.

## Sikerlista
- First Division League
  - Feljutó (6): 1985–86, 1988–89, 1991–92, 1998–99, 2001–02, 2007–08

## További hivatkozások
- Hivatalos honlapja